# Fountain Hills, Arizona
Fountain Hills este un oraș din Comitatul Maricopa, statul Arizona, Statele Unite ale Americii, situat în extremitatea estică a Zonei Metropolitane Phoenix.
Conform estimărilor din 2006 ale United States Census Bureau, populația orașului Fountain Hills era de 24.669, făcând din acest oraș foarte nou al optulea dintre cele mai rapid crescătoare localități ale Arizonei, între ultimele două recensăminte, cel din 1990 și cel din 2000.  În contrast cu orașul vecin, Scottsdale, din care a făcut parte în prima parte a dezvoltării sale urbane, multe case din Fountain Hills sunt spațioase, amintind de o zonă rurală.
Unul din punctele de atracție majoră ale orașului este fântâna orașului, numită simplu The Fountain, în română Fântâna, al cărui jet de apă vertical se poate ridica, atunci când condițiile atmosferice sunt propice, până la înălțimea maximă de 183 de metri.  La data construcției, în 1971, respectiv pentru încă câțiva ani, The Fountain fusese fântâna cu cel mai înalt jet de apă vertical din lume; astăzi Fântâna ocupă un onorant loc patru pe aceeași listă.
Fountain Hills se învecinează cu una din rezervațiile nativilor americani din Arizona, Fort McDowell Indian Reservation.  Observatorul astronomic numit Fountain Hills Observatory, al celebrului astronom amator Charles W. Juels, se găsește în apropierea orașului.

## Istoric
A fost încorporat ca o municipalitate independentă în 1989, după ce fusese mult timp doar o zonă de dezvoltare urbană a nord-estului îndepărtat al orașului Scottsdale.  Pentru o lungă perioadă de timp, o bună parte a pământului pe care se găsește orașul aparținuse unei ferme de creștere a bovinelor, dintre care 4,500 de acri (aproximativ 18 km2 au fost vânduți în 1968 lui Robert P. McCulloch.  Orașul Fountain Hills se găsește pe pantele joase estice ale McDowell Mountains, care drenează apele înspre albia majoră a râului Verde River.

## Guvernare
Fountain Hills este condus de un consiliu managerial.

## Geografie
Conform United States Census Bureau, orașul are o suprafață totală de 47,3 km² (sau de 18.2 square miles), dintre care 99,73 % este uscat (47.1 km² sau 18.1 square miles) iar restul de 0.27 % este apă (adică 0.2 km²).

## Orașe înfrățite
- - Kasterlee (Antwerpen, Belgia)
- - Dierdorf (Renania-Palatinat, Germania)
- - Ataco, El Salvador

## Galerie de imagini

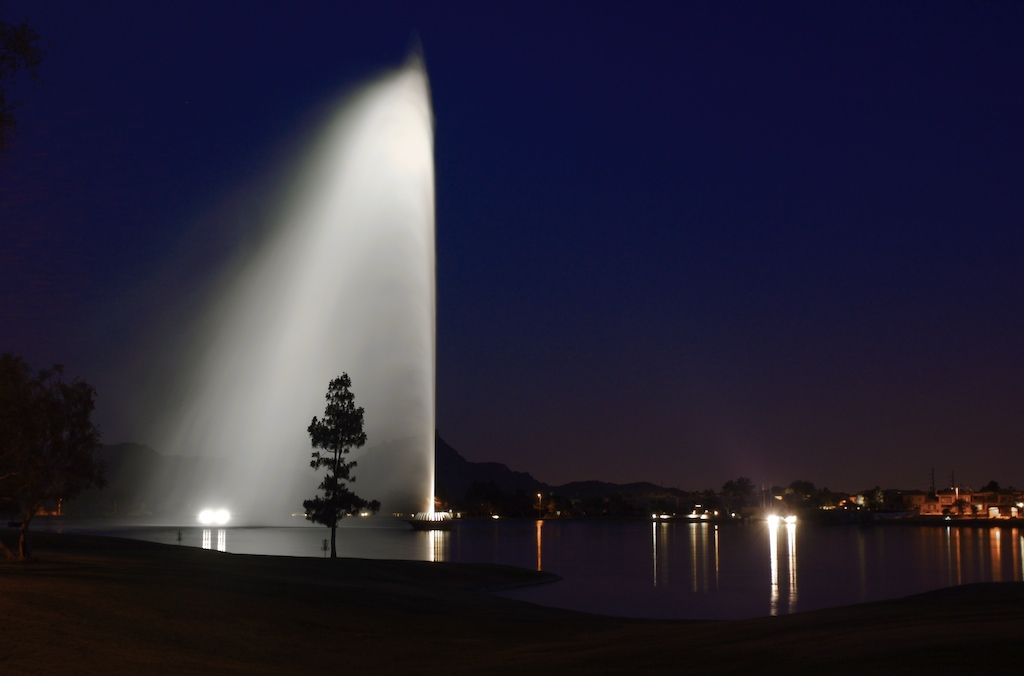
Imagine de noapte a fântânii
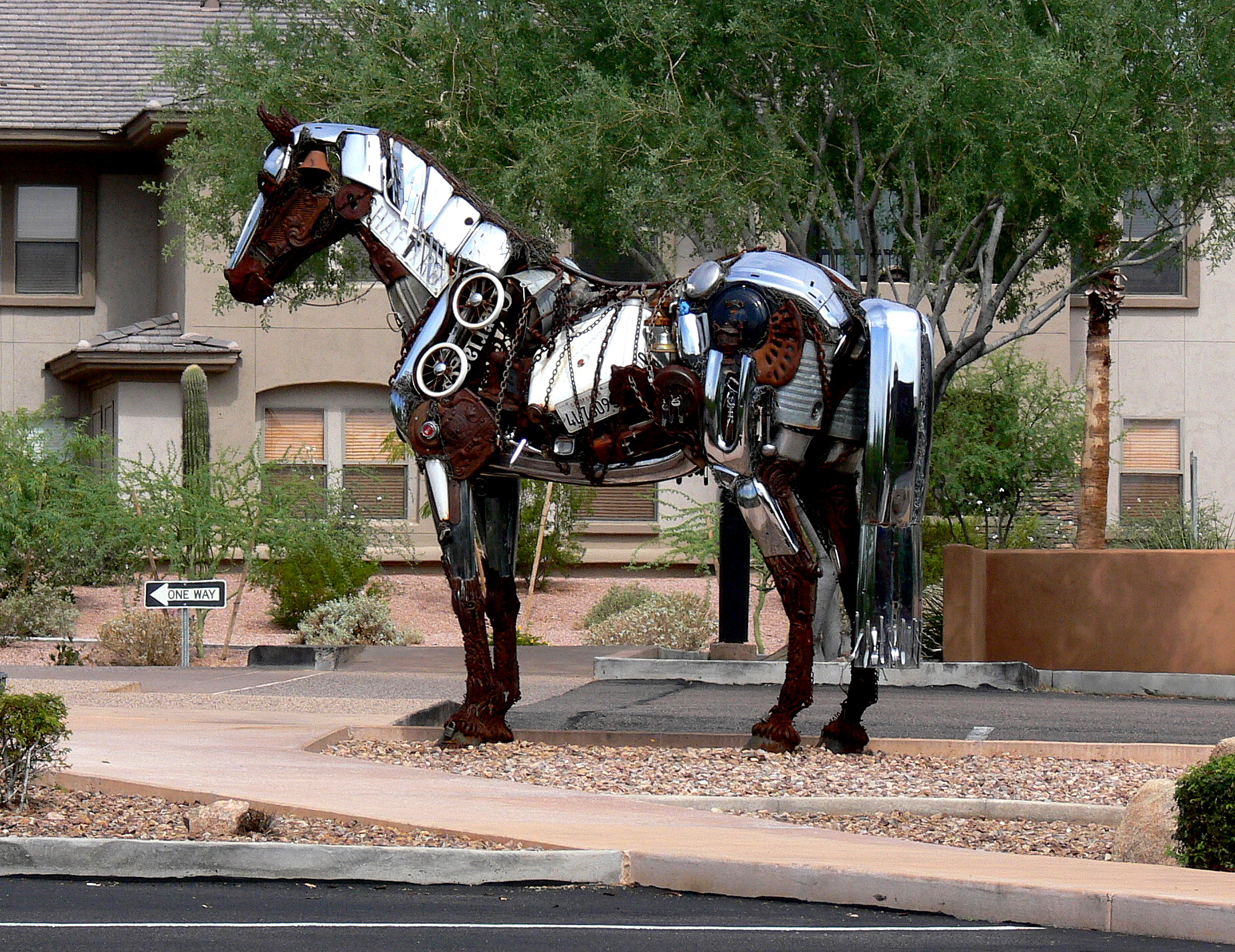
Statuia unui cal realizat din diferite tipuri de piese şi materiale metalice